# 贤福帝姬
贤福帝姬（？—1116年），宋徽宗第24女，母懿肅貴妃王氏。
《宋会要》记载政和六年已薨，追封冲懿帝姬。《靖康稗史》称贤福帝姬在靖康之变时16岁，未嫁，被俘後二月二十八日即死在劉家寺，尚未來得及被押送去金國。三月二十四日，遺體被金軍歸葬汴京。

## 关联
- 帝姬